# توماس تابانه
موتسواهایی توماس تابانه (به انگلیسی: Tom Motsoahae Thabane) (زاده ۲۸ مه ۱۹۳۹) نخست‌وزیر وقت کشور لسوتو از سال ۲۰۱۲ تا ۲۰۱۵ است. وی عضو حزب کنگره لسوتو برای دموکراسی (LCD) در زمان نخست وزیری پاکالیتا موسیسیلی از سال ۱۹۹۸ تا ۲۰۰۶ خدمت کرده‌است، اما در سال ۲۰۰۶ او از (LCD) تقسیم و حزب کنوانسیون همه مردم باسوتو (Basotho) را تشکیل داد. او با ائتلاف با احزاب دیگر در انتخابات پارلمانی ماه مه ۲۰۱۲ به نخست‌وزیری منصوب شد.
توماس تابان جانشین پاکالیتا موسیسیلی (Pakalitha Mosisili) نخست وزیر سابق شده‌است که مدت ۱۴ سال ریاست دولت را در این کشور بر عهده داشت.

## پیروزی توماس تابانه در انتخابات پارلمانی لسوتو
طبق نتایج انتخابات سال ۲۰۱۲، حزب سابق حاکم کنگره دموکراتیک به رهبری پاکالیتا موسیسلی با کسب ۴۰ کرسی از مجموع ۸۰ نماینده منتخب مردم پارلمان این کشور را به دست آورد و حزب پیروز در انتخابات محسوب شد.
این حزب اکثریت پارلمانی را که برای تشکیل دولت به تنهایی لازم است، به دست نیاورد و از احزاب مخالف لسوتو نیز حاضر به همکاری و ائتلاف با حزب وی نشدند.
احزاب مخالف، پاکالیتا موسیسلی را به علت انتصاب افراد وابسته به قبیله اش در مناصب مهم دولتی به قبیله گرایی متهم کرده بودند و همین امر، مبنای مخالفت احزاب برای تشکیل ائتلاف با وی بود.
از اینرو، توماس تابانه وزیر خارجه سابق مامورتشکیل دولت شده‌است. وی در سال ۲۰۰۶ از حزب حاکم کنگره لسوتو برای دموکراسی منشعب شد و در رقابت با پاکالیتا موسیسلی حزب جدید کنوانسیون همه مردم باسوتو (Basotho) را تأسیس کرد، که به عنوان بزرگترین حزب مخالف دولت سابق شهرت یافت.
اکنون حزب "کنگره لسوتو برای دمکراسی " با ۱۲ کرسی و حزب " ملی باسوتو" با یک کرسی در دولت ائتلافی در کنار حزب "کنوانسیون مردم باسوتو" حضور دارند که به علت ناتوانی پاکالیتا موسیسلی رهبر حزب پیروز در انتخابات برای جلب اعتماد احزاب دیگر، توماس تابانه رهبر حزب دوم مامور تشکیل کابینه جدید شده‌است.